# فهرست سفیران ایران در الجزایر
در ۱۰ آبان ماه ۱۳۴۱ حسین زمان‌زاده شهریار به عنوان سفیر فوق‌العاده در جشن استقلال الجزایر شرکت نمود. سفارت ایران در الجزایر مهر ماه ۱۳۴۳ تأسیس و رکن‌الدین آشتیانی از این زمان تا شهریور ۱۳۴۶ سفیر ایران در الجزایر بود. 
از اواخر سال ۱۳۵۰ به دنبال تصرف جزایر ایرانی در خلیج فارس توسط قوای ایران و مخالفت الجزایر با این عمل، روابط به سردی گرایید و در سال ۱۳۵۲ کلیه کارمندان ارشد سفارت ایران در الجزایر از آن کشور فرا خوانده شدند. در سال ۱۳۵۳ با میانجگیری هواری بومدین رئیس‌جمهور الجزایر در اختلافات ایران و عراق، نقطه عطفی در روابط دو کشور به وجود آمد و دوباه روابط طرفین به حال عادی خود بازگشت.

## پهلوی
- رکن‌الدین آشتیانی از مهر ۱۳۴۳ تا شهریور ۱۳۴۶

؟
- اسد صدری از آذر ۱۳۵۲ تا شهریور ۱۳۵۷
- کاظم شیوا رضوی از شهریور ۱۳۵۷ تا اردیبهشت ۱۳۵۸

## جمهوری اسلامی
- عبدالله رازی (کاردار موقت) از پیروزی انقلاب تا فروردین ۱۳۵۹
- مهدی کرانی

قطع روابط از سال ۱۳۷۲ تا ۱۳۷۹
- سید محمدرضا موالی‌زاده آبان ۱۳۷۹ تا ۱۳۸۴[۱]
- جاوید قربان اوغلی ۱۳۸۴
- حسین واله ۱۳۸۴ تا ۱۳۸۵
- حسین عبدی ابیانه ۱۳۸۵ تا ۱۳۸۹
- محمود محمدی دی ۱۳۸۹ تا آبان ۱۳۹۳
- رضا عامری آبان ۱۳۹۳ تا ۱۳۹۸
- حسین مشعلچی‌زاده ۱۳۹۸ تا ۱۴۰۱
- محمدرضا بابایی سیاهکل ۱۴۰۲ تاکنون